# Tauron Polska Energia
Tauron Polska Energia is een energiebedrijf in het zuiden van Polen.
Tauron Polska Energia S.A. is het moederbedrijf in de Tauron groep. Deze groep is actief op alle gebieden van de energiemarkt: van mijnbouw, tot productie, distributie en verkoop van elektriciteit en warmte. Dit bedrijf komt in de beursindex WIG 20 voor.

## Externe link

verdeling van exploitanten van het energiedistributiesysteem in Polen, het gebied van Tauron Polska Energia is hier geel gekleurd